# Палаццо Сальвиати
Палаццо Сальвиати (итал. Palazzo Salviati) — дворец на Гранд-канале в сестиере (районе) Дорсодуро в Венеции, на севере Италии. Расположен между Палаццо Барбаро-Волькофф и Палаццо-Орио-Семитеколо Бензон.

## История

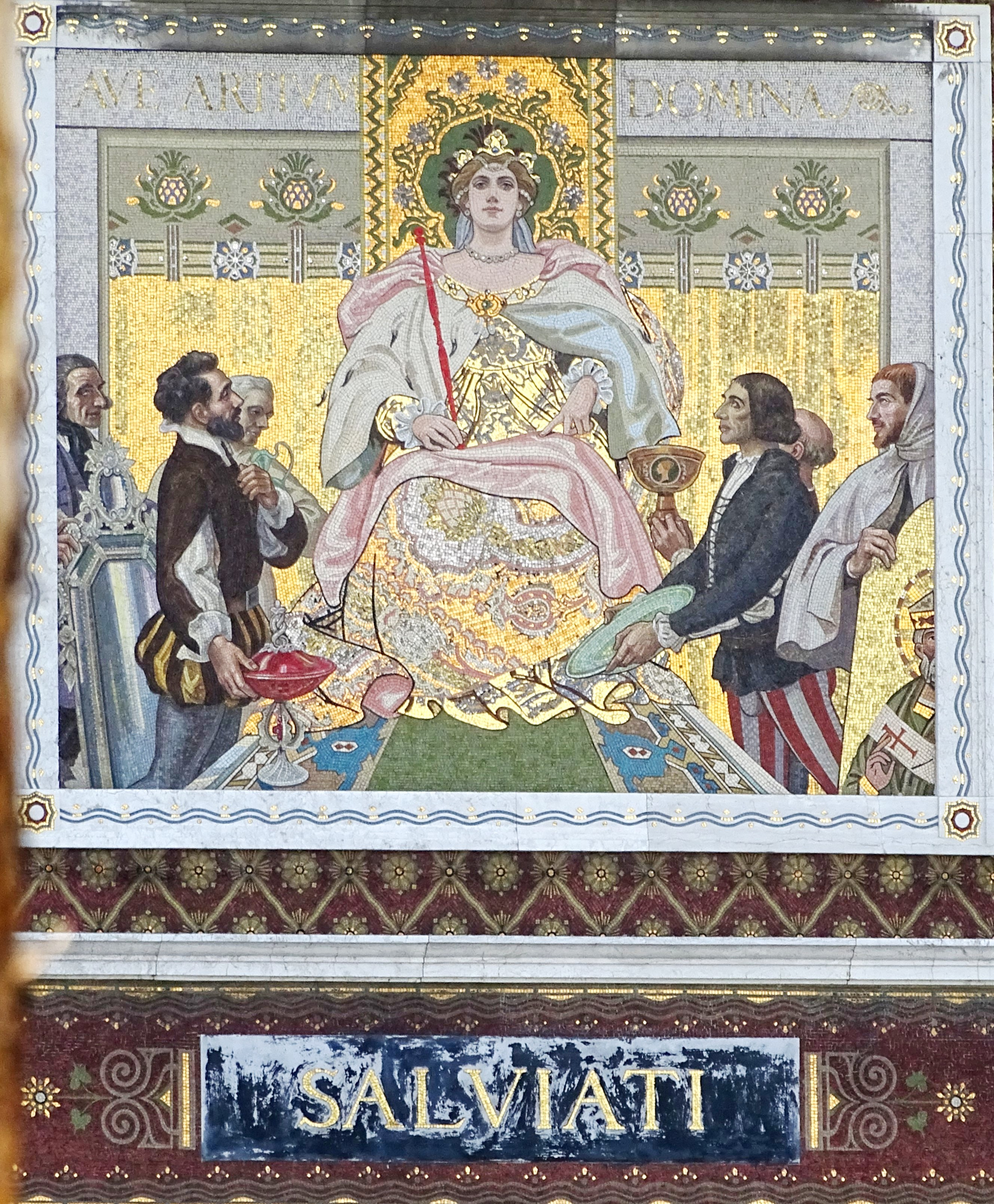
Мозаика на фасаде здания

Здание было построено как помещение для стеклодельных мастерских, печей для выплавки стекла и магазина готовой продукции семьи Сальвиати между 1903 и 1906 годами по проекту архитектора Джакомо Дель’Оливо. Компания «Salviati» была основана в 1859 году Антонио Сальвиати.
В 1924 году здание подверглось капитальному ремонту, который включал добавление дополнительного этажа и размещение большого фасада с мозаикой. На фасаде, выходящем на канал, помещена надпись: «SALVIATI» (мозаики созданы после реконструкции здания в 1924 году).